# Apamea tangens
Apamea tangens là một loài bướm đêm trong họ Noctuidae.